# Ambrogio Spreafico

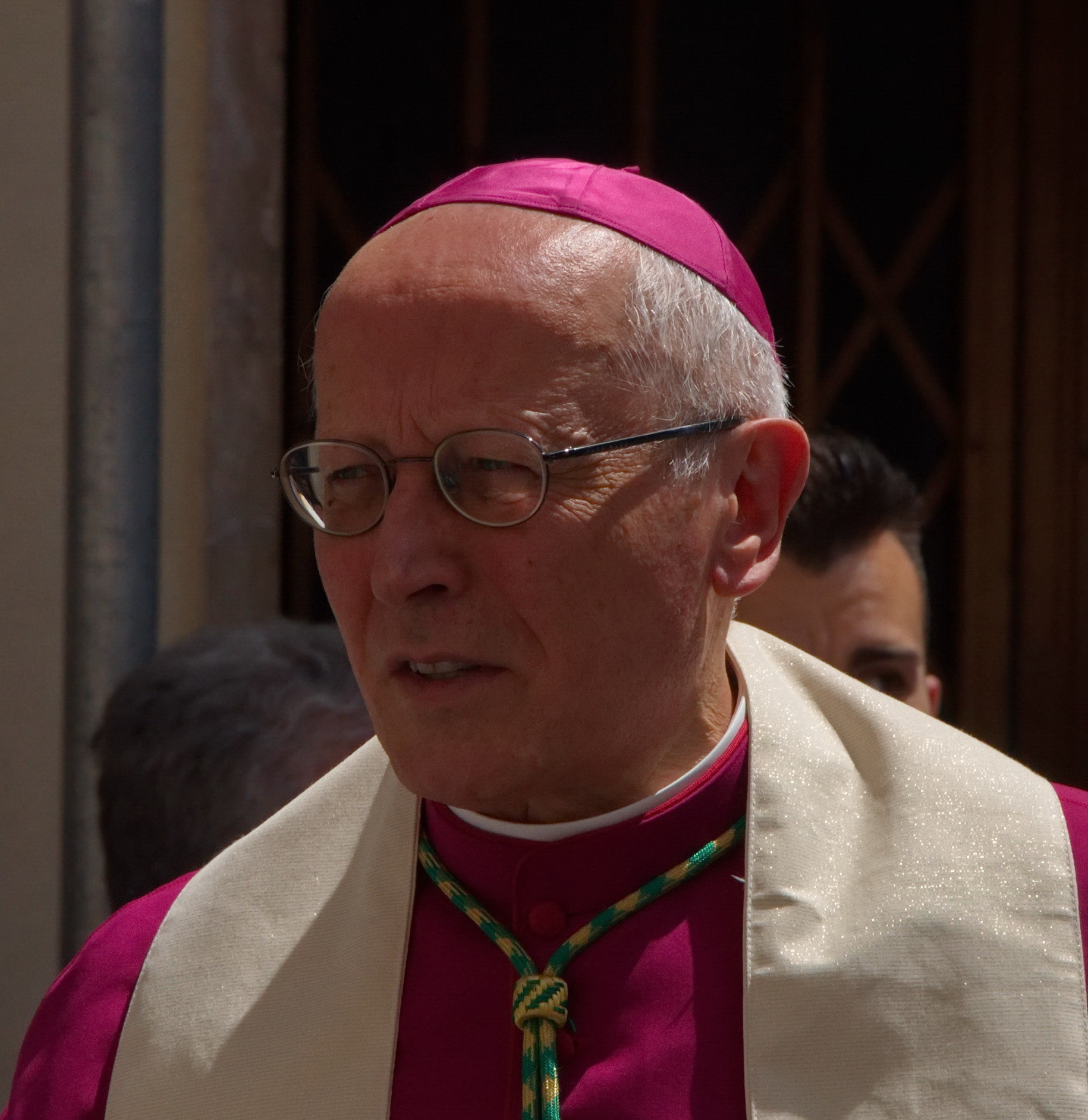
Bischof Ambrogio Spreafico (2015)

Bischofswappen von Ambrogio Spreafico

Ambrogio Spreafico (* 26. März 1950 in Garbagnate Monastero, Lombardei, Italien) ist ein italienischer Geistlicher und emeritierter römisch-katholischer Bischof von Frosinone-Veroli-Ferentino sowie von Anagni-Alatri.

## Leben
Ambrogio Spreafico trat der Ordensgemeinschaft der Barnabiten bei. Er studierte Philosophie und Katholischen Theologie an deren Ordensstudium sowie an der Päpstlichen Universität Urbaniana und empfing am 12. April 1975 die Priesterweihe. Nach weiteren Studien der Bibelwissenschaft am Päpstlichen Bibelinstitut wurde er 1984 promoviert wurde. 1976 wurde er in den Klerus des Bistums Palestrina inkardiniert und am 15. November 1988 in den Klerus des Bistums Rom. Ab 1993 war er in der Seelsorge der Pfarrei Santa Maria in Trastevere tätig und dort Mitbegründer der Gemeinschaft Sant’Egidio. Ab 1998 war er Berater der Kongregation für die Evangelisierung der Völker. Am 10. April 1998 wurde er von Papst Johannes Paul II. zum Kaplan Seiner Heiligkeit (Monsignore) ernannt. Seit 2001 war er Rektor der Kirche Sant’Egidio, seit 2002 Präsident der Erzbruderschaft Santissimo Sacramento e Santa Maria della Neve.
Spreafico war von 1978 bis 1991 Professor für Hebräisch am Päpstlichen Bibelinstitut in Rom und seit 1992 Professor für Altes Testament an der Theologischen Fakultät der Päpstlichen Universität Urbaniana. Von 1997 bis 2003 war er Rektor der Urbaniana und von 2000 bis 2003 Präsident der Rektorenkonferenz der Päpstlichen Universitäten.
Am 3. Juli 2008 ernannte ihn Papst Benedikt XVI. zum Koadjutorbischof im Bistum Frosinone-Veroli-Ferentino. Die Bischofsweihe spendete ihm Kardinalstaatssekretär Tarcisio Bertone SDB am 26. Juli 2008 in der Lateranbasilika; Mitkonsekratoren waren Kurienkardinal William Joseph Levada und der Bischof von Terni-Narni-Amelia, Vincenzo Paglia. Mit dem Tod von Bischof Salvatore Boccaccio am 18. Oktober 2008 folgte er diesem als Bischof von Frosinone-Veroli-Ferentino nach.
Am 8. Juli 2020 berief ihn Papst Franziskus zum Mitglied des Päpstlichen Rates für den Interreligiösen Dialog.
Am 10. November 2022 ernannte ihn Papst Franziskus unter gleichzeitiger Vereinigung des Bistums Frosinone-Veroli-Ferentino in persona episcopi mit dem Bistum Anagni-Alatri zusätzlich zum Bischof von Anagni-Alatri. Die Amtseinführung in Anagni fand am 15. Januar des folgenden Jahres statt.
Am 18. Februar 2023 ernannte ihn Papst Franziskus zum Mitglied des Dikasteriums für die Kultur und die Bildung.
Am 1. Juli 2025 nahm Papst Leo XIV. seinen altersbedingten Rücktritt an.
Er publiziert über biblische und spirituelle Themen.

## Veröffentlichungen
- Sofonia (Commentario storico ed esegetico all’Antico e al Nuovo Testamento). Marietti, 1991, ISBN 88-211-8041-7.
- La voce di Dio: Per capire i profeti. Marietti, 1991, ISBN 88-211-8041-7.
- Il libro dell’Esodo (Guide spirituali all’Antico Testamento). Citta nuova editrice, 1992, ISBN 88-311-3734-4.